# Wie schön du bist
„Wie schön du bist” – singel Sarah Connor z 2015 z jej dziewiątego albumu studyjnego Muttersprache, wydany przez wytwórnię Polydor. Utwór został napisany i wyprodukowany przez Daniela Faust, Petera Plate, Sarah Connor oraz Ulfa Leo Sommer, został wydany jako pierwszy singel z albumu 1 maja 2015 w krajach niemieckojęzycznych.
Wydawnictwo okazało się pierwszym singlem Connor, który uplasował się na szwajcarskiej liście przebojów po 7-letniej nieobecności od wydania kompozycji „I’ll Kiss It Away”, uzyskując pozycję #36. W rodzimych Niemczech zadebiutował na pozycji #7, a po czterech tygodniach dotarł do #2 pozycji.
Singel uzyskał status złotej płyty w Niemczech, sprzedając się w nakładzie ponad 200 000 egzemplarzy.

## Historia wydania
26 marca artystka za pomocą swojego oficjalnego konta na Facebooku udostępniła 30-sekundowy kawałek utworu. Początkowo singel miał zostać wydany 24 kwietnia, jednak z nieznanych powodów premiera została przesunięta o tydzień. Lyric video do utworu pojawiło się 24 kwietnia 2015 roku

## Promocja
Utwór po raz pierwszy został zaprezentowany 2 maja 2015 podczas emisji programu 1000 - wer ist die Nummer 1
Inne występy :
- 18.05.2015 - ARD Morgenmagazin[5]
- 22.05.2015 - 3 nach 9[6]
- 22.06.2015 - Willkommen Österreich[7]
- 18.07.2015 - Starnacht am Wörthersee[8]

## Teledysk
Premiera teledysku odbyła się 22 maja 2015 za pomocą kanału VEVO i na portalu YouTube.

## Lista utworów
2-Track
1. „Wie schön Du bist” 3:39
2. „Das leben ist schön” 3:16

## Pozycje na listach
| Lista przebojów (2015)               | Najwyższa pozycja |
| ------------------------------------ | ----------------- |
| Austria (Media Control AG)           | 11                |
| [A] Austria (Media Control)          | 40                |
| Europa (European Top 200 Digital)    | 27                |
| Europa (European Top 100)            | 29                |
| Holandia (Mega HitParade Top 40)     | 3                 |
| Luksemburg (Top 20)                  | 8                 |
| Niemcy (Media Control)               | 2                 |
| [A] Niemcy (Media Control)           | 21                |
| Szwajcaria (Schweizer Hitparade)     | 36                |
| [A] Szwajcaria (Schweizer Hitparade) | 90                |
| World (Top 100)                      | 34                |
| [A] World (Airplay Top 100)          | 31                |

Adnotacje
- A ^ Notowanie Airplay.

Notowania radiowe
| Kraj       | Notowanie (2015)    | Wydawca          | Najwyższa pozycja | Data osiągnięcia pozycji szczytowej |
| ---------- | ------------------- | ---------------- | ----------------- | ----------------------------------- |
| Belgia     | DG Charts           | Radio Contact    | 21                | 2015-07                             |
| Luksemburg | Chart Breaker       | Elo Radio        | 12                | 2015-07-25                          |
| Niemcy     | WÜRZBURG TOP 30     | Radio Gong       | 1                 | 2015-05                             |
| Niemcy     | Radio WAF Charts    | Radio WAF        | 3                 | 2015-05-29                          |
| Niemcy     | HitRadio RLT Charts | HitRadio RLT     | 6                 | 2015-05                             |
| Niemcy     | Radio RSH           | RSH Charts       | 8                 | 2015-07-24                          |
| Niemcy     | Radio Zwickau Chart | Radio Zwickau    | 3                 | 2015-05                             |
| Niemcy     | Radio WAF           | Radio WAD-Charts | 5                 | 2015-07                             |
| Niemcy     | Radio Bohum         | Deine Charts     | 2                 | 2015                                |
| Niemcy     | Radio Hemnitz       | Top 10           | 9                 | 2015                                |